# Helicobacter pylori
Helicobacter pylori  är en spiralformad, gramnegativ bakterie som är allmänt förekommande i människans mag- och tarmsystem. Bakterien upptäcktes år 1982 av de två australienska läkarna Robin Warren och Barry J. Marshall i samband med undersökning av bakterieodlingar från patienter med kronisk gastrit. Arten blev dock inte artbestämd som Helicobacter pylori förrän 1989, innan dess gick den under artnamnet Campylobacter pylori. Warren och Marshall fick 2005 nobelpriset i medicin för sin upptäckt. Bakterien är allmänt förekommande, runt halva jordens befolkning är bärare av bakterien. H. pylori är en opportunistisk patogen som kan orsaka en hel del olika magsjukdomar, till exempelmagsår och gastrit. En långvarig infektion kan leda till utvecklingen av kronisk eller atrofisk gastrit, och i vissa fall även magsäckscancer. Bakterien är mera allmän i utvecklingsländer och regioner där befolkningstäthet är hög, hygienstandarderna sämre och tillgång till rent vatten är begränsad.

## Evolution
H. pylori har existerat som en människopatogen väldigt länge; det uppskattas att bakterien har varit en del av människans mag- och tarmsystem i åtminstone 100 000 år. H. pylori härstammar ifrån Afrika och har följt med människans emigration ut i världen för cirka 58 000 år sedan, där den har utvecklats tillsammans med sina värdar. H. pylori uppvisar en väldigt hög genetisk diversitet. Bakterien använder en ineffektiv mekanism för att reparera DNA, vilket leder till ofta förekommande muteringar. H. pylori är också väldigt effektiv när det gäller horisontel genöverföring, och spridning av alleler mellan olika stammar är allmänt förekommande. En snabb förmåga att diversifiera sig kombinerat med ett brett spridningsområde tack vare människans emigration, har lett till förekomsten av olika genotyper och bakteriepopulationer som speglar geografiska och etniska barriärer mellan olika folkgrupper. Det är möjligt att på basen av sekvensering av H. pylori prov bestämma rutter för människans migration, vilket till exempel H. pylori isolaten från ismannen Ötzi bevisar.  Idag har H. pylori spritt sig över hela världen.

## Morfologi
H. pylori är en spiralformad bakterie med en hög motilitet, bakterien uppvisar en vågliknande rörelse på grund av sina flera flageller. H. pylori är en mikroaerofil bakterie, vilket innebär att dess metabolism kräver tillgång till syre men syrehalten får ej vara för hög eller låg. H. pylori är en gramnegativ bakterie. Dess genom kan uppvisa stor genetisk variation och bakterien kan bära på många virulensfaktorer, som till exempel förmågan att producera toxiner och resistensgener emot antibiotika.

## Patogenes

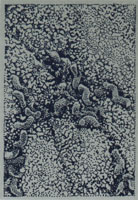
Helicobacter pylori, sedd med elektronmikroskop.

Bakterien sprider sig mellan människor oftast genom oral till oral, eller fekal till oral transmission, men kontaminerat vatten är också en möjlig överföringsmetod.Bakterien är opportunistisk och det är mera vanligt att infektioner förekommer hos barn än vuxna. En lyckad infektion påverkas av många faktorer: bakteriens virulensfaktorer, värdens immunförsvar samt mängden syra som påfinns i värdens magsäck.När en människa blir infekterad av H. pylori tar bakterien sig ner till magsäcken, där den utnyttjar sin spiralform och flagellaktivitet för att ta sig genom den skyddande slemhinnan i magsäcken och binder sig sedan in till receptorerna på epitelcellerna.H. pylori är inte en acidofil, och måste öka på pH nivån för att kunna överleva i matsmältningssystemet. För att öka pH-nivån neutraliserar H. pylori magsyra med enzymet ureas, som hydrolyserar urea till ammoniak och koldioxid. Ammoniak neutraliserar magsyra och höjer på detta sätt pH nivån runt bakterien, vilket tillåter den att anpassa sig och överleva i magsäcken. När bakterien bundit sig till magsäckens eller tarmens epitelceller genom sina yttre receptorer, kan den utsöndra en del toxiner. De två mest allmänna cytotoxinerna som H. pylori kan utsöndra är CagA och VacA. CagA inducerar expression av cytokinen IL-8 vilket leder till ett kraftigt immunrespons och förflyttning av immunceller till magvävnaden. Detta leder ofta till skador i vävnaden.VacA orsakar apoptos i närliggande celler, vilket tillåter magsyra att tränga sig förbi det skyddande lagret av epitelceller och orsaka skada.
Ett kroniskt inflammatoriskt svar aktiveras när H. pylori infekterar sin värd och gör värden mottaglig för magkatarr, magsår och i vissa fall sker utveckling av magsäckscancer. Det finns andra orsaker till att magkatarr kan utlösas, till exempel stress, felaktig kost och alkoholintag. Det inflammatoriska svar som H. pylori orsakar betyder att slemhinnan blir infiltrerad av vita blodkroppar. Omkring 70 % av människorna som är infekterade av H. pylori visar inga symtom av infektionen. Man kan bli infekterad av olika stammar av H. pylori och man blir inte immun mot en annan stam för att man redan är infekterad. Att vara infekterad av olika stammar av H. pylori är vanligast i utvecklingsländer. En H. pylori-infektion kan vara livet ut om behandling inte ges.

## Symptom och behandling
Oftast leder en H. pylori-infektion inte till några direkta symptom hos sin värd eftersom bakterien är asymptomatisk hos de flesta bärare. Ifall en infektion är sjukdomsframkallande, är de vanligaste symptomerna illamående, magsmärta, halsbränna, kräkning och dyspepsi. En mera långvarig infektion kan leda till utvecklingen av magsår och kronisk eller atrofisk gastrit.H. pylori klassificeras också som en klass 1 carcinogen, och är den främsta förorsakaren av magsäckscancer.
På grund av att H. pylori är asymptomatisk hos de flesta människor, undersöks en möjlig infektion vanligtvis bara hos barn eller personer med kraftiga eller långvariga symptom. Den mest exakta diagnosmetoden för H. pylori är att undersöka ett vävnadsprov taget i samband med endoskopi. Vävnadsprov används nästan enbart i samband med patienter som har kraftiga symptom, eller som opereras i magsäcken för andra orsaker. För de flesta patienter används mindre invasiva tester, som avföringsantigentest eller serologiprov.  Ett annat enklare test, som dock sällan används i Sverige, är ett utandningstest. Testet går ut på att patienten dricker en speciellt märkt urea. Urean hydrolyseras till ammoniak och koldioxid vid en förekomst av H. pylori. Koldioxiden upptäcks sedan i patientens utandningsluft. På detta vis ser man om en H. pylori-infektion förekommer hos patienten.
Vid behandling av H. pylori används en kombination av flera antibiotikagrupper samt andra läkemedel. På grund av att H. pylori kan mutera snabbt och uppnå antibiotikaresistens kräver en lyckad behandling åtminstone två eller tre olika antibiotikagrupper. Allmänna antibiotika som används emot H. pylori infektioner är amoxicillin, klaritromycin och metronidazol. Andra läkemedel som används tillsammans med antibiotikan är vismutsalter som har en bakteriedödande effekt, samt läkemedel som minskar magsäckens saltsyraproduktion, protonpumpshämmare. Behandling kan ske med protonpumpshämmare såsom Omeprazol (symptombehandling).